# Tesore Hill
Der Tesore Hill (spanisch Cerro Tesore) ist ein rund 160 m hoher Hügel auf Snow Hill Island südlich der Nordspitze der Antarktischen Halbinsel. Er ragt auf der Ostseite der Spath-Halbinsel auf.
Argentinische Wissenschaftler nahmen seine Benennung vor, die das UK Antarctic Place-Names Committee 1995 ins Englische übertrug.